# Galeria Nacional de Praga
Galeria Nacional de Praga (em tcheco/checo:  Národní galerie v Praze) é um museu de arte de Praga. Guarda a mais extensa coleção de arte da República Checa, espalhada por diferentes instalações e prédios históricos da cidade. O maior prédio é o Palácio de Feiras e Exposições (checo: Veletržní Palác), que abriga a coleção moderna. É um dos principais museus da Europa Central.